# Jadwiga Barnimówna
Jadwiga Barnimówna (ur. ?, zm. ?) – domniemana żona Jana I, margrabiego brandenburskiego, córka Barnima I Dobrego, księcia szczecińskiego i pomorskiego oraz Marianny.

## Poglądy wokół małżeństwa Jadwigi
Imię Jadwigi pojawiło się na kartach kroniki T. Kantzowa, której autor donosi o jej małżeństwie w 1242 z Janem I, margrabim brandenburskim. Zaznaczał, że była córką Barnima I i że w posagu przyszły mąż miał otrzymać Nową Marchię i Marchię Wkrzańską. Pogląd ten zweryfikowany jedynie do daty zawarcia małżeństwa w 1244 (J. Micraelius) dominował we wczesnonowożytnej literaturze przedmiotu. Punktem wyjścia stanowić miał układ Barnima I z Janem I, który został zawarty w Landin (1250). Współczesna historiografia skłania się do tezy, że Marchia Wkrzańska nie była posagiem, lecz odstąpieniem jej przez Barnima I za dziedziczną ziemię wołogoską, która należała do synów Jana I z pierwszego małżeństwa.
XIX-wieczna literatura przyjmowała Jadwigę, jako drugą żonę Jana I po zmarłej w 1247 Zofii duńskiej i przed Jutą saską, z którą zawarł małżeństwo w 1255. Według J. Voigta do mariażu z Jadwigą doszło zapewne w 1250. Ta wkrótce miała bezpotomnie umrzeć. Badacz brał pod uwagę układ z Landin. G. Siegerist, mimo że układ ów był mocno podważany przez naukę skłaniał się do uznania Jadwigi. Podstawą miała być znaleziona patera, na której obok imienia Jana (Johannes) umieszczono starosłowiańskie imię Hesera, którą identyfikowano z Jadwigą. Datę zawarcia małżeństwa miała poświadczać arabska liczba 50 umieszczona na kielichu, którą badacz identyfikował z rokiem 1250. E. Rymar, genealog wskazuje natomiast, że sugestia G. Siegerista może być interesująca w zakresie ustalenia drugiej żony Jana I, lecz wcale nie musi być koniecznie wiązana z Jadwigą, z uwagi na imię Hesera.
Inny pogląd przedstawił R. Reiche, który powoływał się na dokument papieski z 21 stycznia 1256. Według niego do zawarcia małżeństwa doszło w latach 1255–1256 po uzyskaniu akceptacji na rozwód z Jutą saską. W dalszej części rozważań badacz łączył Jadwigę z Mechtyldą, która po śmierci męża w 1266 miała żyć na Pomorzu. E. Rymar odrzucił tę hipotezę, bo uważał Mechtyldę za trzecią żonę Barnima I – Matyldę askańską, z uwagi na występowanie jej imienia w późniejszych dokumentach z przełomu XIII/XIV wieku. Mimo wielu niejasności, w XX-wiecznej literaturze przedmiotu czasem przyjmuje się istnienie Jadwigi, jako drugiej żony Jana I. Poglądy te są natomiast odrzucane przez współczesną Kronikę książąt saskich, która poza znanymi dwoma żonami Jana I i jego dziewięciorgiem dzieci – nie ujmuje córki Barnima I w gronie małżonek margrabiego.

## Genealogia
| Bogusław II ur. w okr. 1178–1184 zm. 23 lub 24 I 1220 lub 1221 | Bogusław II ur. w okr. 1178–1184 zm. 23 lub 24 I 1220 lub 1221 |                                                        |                                                        | Mirosława ur. w okr. 1190–1195 zm. p. przed 2 II 1237 | Mirosława ur. w okr. 1190–1195 zm. p. przed 2 II 1237 |  |  | Eryk X Knutsson ur. ok. 1180 zm. 10 IV 1216 | Eryk X Knutsson ur. ok. 1180 zm. 10 IV 1216 |                                  |                                  | Rycheza duńska ur. ? zm. ? | Rycheza duńska ur. ? zm. ? |
|                                                                |                                                                |                                                        |                                                        |                                                       |                                                       |  |  |                                             |                                             |                                  |                                  |                            |                            |
|                                                                |                                                                |                                                        |                                                        |                                                       |                                                       |  |  |                                             |                                             |                                  |                                  |                            |                            |
|                                                                |                                                                | Barnim I Dobry ur. zap. ok. 1210 zm. 13 lub 14 XI 1278 | Barnim I Dobry ur. zap. ok. 1210 zm. 13 lub 14 XI 1278 |                                                       |                                                       |  |  |                                             |                                             | Marianna ur. 1215 zm. 27 VI 1252 | Marianna ur. 1215 zm. 27 VI 1252 |                            |                            |
|                                                                |                                                                |                                                        |                                                        |                                                       |                                                       |  |  |                                             |                                             |                                  |                                  |                            |                            |
|                                                                |                                                                |                                                        |                                                        |                                                       |                                                       |  |  |                                             |                                             |                                  |                                  |                            |                            |
|                                                                |                                                                |                                                        |                                                        |                                                       |                                                       |  |  |                                             |                                             |                                  |                                  |                            |                            |

|  |  |  |  | Jadwiga Barnimówna (ur. ?, zm. ?) |